# Europe des régions
Cet article concerne un courant politique. Pour la structure administrative, voir eurorégion.
L'Europe des régions est un courant politique européen promouvant une Union européenne organisée en une fédération de régions pour remplacer l'actuelle association d'États-nations.

## L'UE et l'Europe des régions
La création du Comité européen des régions instaurée par le traité de Maastricht a été un jalon administratif actant la volonté d'une communication directe entre le niveau supranational et le niveau régional. D'ailleurs ce Comité doit être consulté dès qu'une décision du Conseil de l'UE ou de la Commission européenne touche les collectivités territoriales. 
En effet, les régions de l'UE cherchent à dépasser l’intermédiaire étatique pour plaider directement à Bruxelles. Les régions transfrontalières tendent d'ailleurs à se regrouper grâce à la création d'eurorégions (régions de l’arc Atlantique, Catalogne française et espagnole, régions de l’axe central de l’UE, dit "banane bleue"…).

## Montée des régionalismes
Récemment, l'UE a connu une montée des revendications régionalistes dans divers États membres qui prend racine dans l'idée d'une Europe des régions. Par exemple, en Écosse (rejeté par référendum), en Catalogne (interdit par l'Espagne) ou de manière moins forte (autonomie plutôt qu'indépendance) en Corse, en Sicile etc.
Cette montée a été concomitante avec la montée des nationalismes, le point commun étant l'aspect identitaire primordial. La différence principale est que si les nationalistes tendent à s’opposer à la structure supranationale pour garder la nationale, les régionalistes cherchent à se débarrasser de la structure nationale pour mieux embrasser la supranationale.